# Szulfát- és rokon ásványok

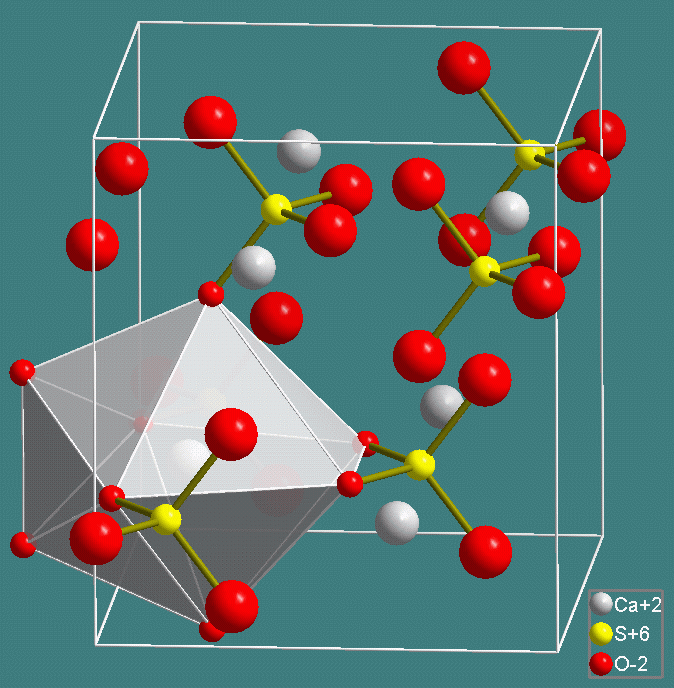
Az anhidrit térrácsa

A szulfát- és rokon ásványok képezik az ásványrendszertani osztályozás egy ásványosztályát. Az ásványosztály legtöbb tagja szulfát (SO2−4) anionra alapuló ásvány, de ide sorolják a kromátokat, volframátokat és molibdátokat is. Ugyanakkor pótanionok is részt vehetnek a vegyületképződésben, mint a karbonát- (CO2−3) és foszfát (PO3−4) anion.

## Előfordulásuk
Az ásványosztály tagjainak keletkezése elsősorban másodlagos úton, üledékképződés során történik, de a Szádeczky-Kardoss-féle geokémiai rendszer szerinti szedimentofil elemek mellett kationként a könnyű- és nehéz pegmatofil elemek is megjelennek itt. Ez utóbbiak miatt a VI. ásványosztály ásványai a pegmatitos és hidrotermális szakaszban is keletkeznek. Ezért nemcsak vízben jól oldódó, hanem keményebb és ellenállóbb ásványok is tartoznak ide.
Előfordulási helyük ezért a szubvulkáni fázistól az utóvulkáni hidrotermális fáciesig, valamint vízi eredetű üledékekig terjed.

### Vízmentes szulfátok
Legfontosabb képviselőik:
- anhidrit CaSO4
- anglesit PbSO4
- barit BaSO4
- cölesztin SrSO4

### Víztartalmú szulfátok
Legfontosabb ásványai
- alunit KAl3[(OH)6(SO4)2]
- antlerit Cu3SO4(OH)4
- brochantit Cu6SO4(OH)6
- epsomit MgSO4 × 7H2O
- gipsz CaSO4 × 2H2O
- halotrichit FeAl2(SO4)4·22H2O
- kalkantit CuSO4·5H2O
- melanterit FeSO4·7H2O

### Kromátok, volframátok, molibdátok
Legfontosabb ásványai:
- volframit (Mn2Fe)(WO4)
- wulfenit PbWO4